# فوزميد
فوزميد الفوزميدات (بالإنجليزية: Fosmids )‏ وهي تركيبات مماثلة للكوزميدات ولكنها تعتمد على بلازميدات أف (بالإنجليزية: F-plasmid)‏.و هو ناقل جينات محدود، لكون المضيف (عادة بكتريا القولون) لا يمكن إلا أن يحتوي على جزيء واحد من الفوزميدات. الفوزميدات هي 40 كيلو زوج قاعدي.
مع ذلك فقلة عدد النسخ قد يوفر ثبوتية أكبر للفوزميدات بالمقارنة مع الكوزميدات.استخدمت الفوزميدات للمساعدة في تقييم مدى دقة تسلسل الجينوم البشري.